# Gudrun Ringheim
Gudrun Ringheim (* 11. November 1915 in Kopenhagen; † 9. Januar 1971 in Frederiksberg) war eine dänische Schauspielerin.

## Leben
Gudrun Ringheim wuchs als Tochter des Schauspielers Arvid Ringheim (1880–1941) und dessen Frau Marie Jenny Olsen (1893–1954) in Kopenhagen auf. Ihre jüngere Schwester Lise Ringheim (1926–1994) und ihr Onkel Viking Ringheim (1880–1954) waren ebenfalls als Schauspieler tätig.
Nach ihrem Schulabschluss absolvierte sie von 1933 bis 1937 ihre Schauspielausbildung an der Eleveskole des Königlichen Theaters Kopenhagen, wo sie auch ihr Bühnendebüt als Darstellerin hatte. Anschließend war sie von 1938 bis 1945 am Folketeatret als festes Ensemblemitglied engagiert. Später war sie am Frederiksberg-Theater über viele Jahre hinweg fest engagiert. Als Bühnendarstellerin wirkte sie in zahlreichen Theaterstücken, Musicals, Varieté-Shows und Ballett-Aufführungen mit. Ab dem Jahr 1937 stand sie in mehreren Spielfilmen als Schauspielerin vor der Kamera.
Gudrun Ringheim war zweimal verheiratet. Beide Ehen blieben kinderlos. Sie starb im Januar 1971 im Alter von 55 Jahren nach längerer Krankheit im Frederiksberg Hospital. Ihre Grabstätte befindet sich auf dem Solbjerg-Parkfriedhof.

## Filmografie (Auswahl)
- 1937: Mille, Marie und ich
- 1940: So ein Mädel vergisst man nicht
- 1940: Sørensen und Rasmussen
- 1941: Rund um die Liebe
- 1944: Mordets Melodie